# 塞雷斯 (朗德省)
塞雷斯（法語：Seyresse，法語發音：[seʁɛs]）是法国朗德省的一个市镇，位于该省西南部，属于达克斯区。

## 地理
塞雷斯（43°41'10"N, 1°3'54"W）面积2.23 平方千米，位于法国新阿基坦大区朗德省，该省份为法国西南部沿海省份，是法國本土面积第二大的省，北起吉倫特省，西临大西洋，南至大西洋比利牛斯省，东临热尔省，东北与洛特-加龍省接壤。
与塞雷斯接壤的市镇（或旧市镇、城区）包括：達克斯、韦尔勒伊、圣庞德隆。
塞雷斯的时区为UTC+01:00、UTC+02:00（夏令时）。

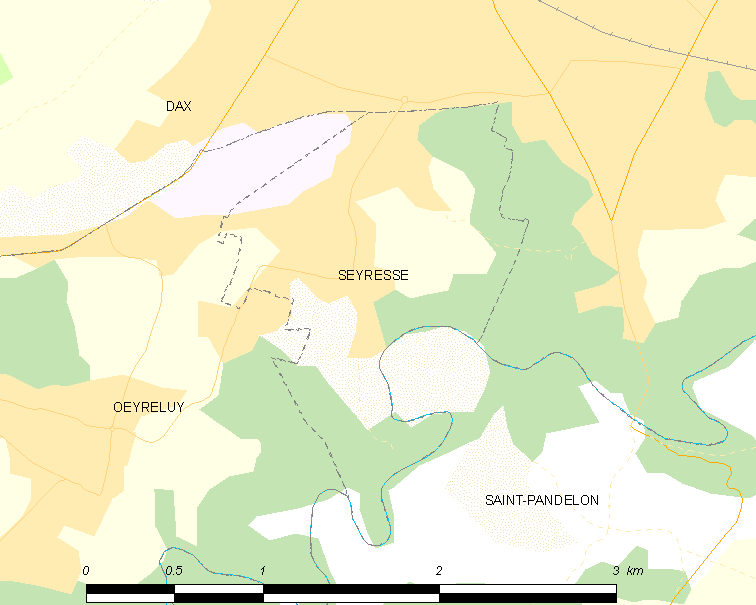
塞雷斯的OSM定位图

## 行政
塞雷斯的邮政编码为40180，INSEE市镇编码为40300。

## 政治
塞雷斯所属的省级选区为达克斯第二县。

## 交通
朗德省省道D344线经过境内。

## 人口

1962-2008年间塞雷斯人口变化图示

塞雷斯于2022年1月1日时的人口数量为1022人。